# José Gochangco
José Gochangco, né le 19 février 1926 et décédé le 23 janvier 2008, est un ancien joueur philippin de basket-ball.

## Palmarès
- Vainqueur des Jeux asiatiques de 1951